# Grądy (województwo zachodniopomorskie)
Grądy – wieś w północno-zachodniej Polsce, położona w województwie zachodniopomorskim, w powiecie gryfickim, w północno-zachodniej części gminy Gryfice.
Dzieci z miejscowości są dowożone do szkoły podstawowej w Prusinowie i do Gimnazjum nr 1 w Gryficach. Wieś posiada sieć wodociągową wraz z przyłączami domowymi zasilanej z ujęcia wody w Przybiernówku. We wsi znajduje się świetlica wiejska.

## Rys historyczny i układ wsi
Wioska rolnicza leżąca przy polnej drodze od niemieckiego Przybiernówka i Mudllow. Biorąc od nazwy powstała ta miejscowość (posiadłość) w czasach kolonizacji na gradzkiej ziemi. Pierwszy raz wymienione zostało w 1305 roku w powiązaniu z Przybierówkiem, ponieważ mówiło się Przybiernówko leżący obok wioski Grandeshagen. 
Wieś chłopska bez założenia folwarcznego. Pod koniec XIX wieku pierwotny układ wsi został znacznie zatarty, ma formę nieuregulowanej ulicówki z obustronną zabudową. Z układu działek siedliskowych i rozmieszczenia zabudowy domyślać się można, że pierwotna była wieś placowa, najprawdopodobniej okolnica. Współczesny układ analogiczny podobny do tego z XIX wieku, we wsi dominują duże zagrody chłopskie w kształcie podkowy otwartej w kierunku drogi. 
W latach 1946–1998 miejscowość administracyjnie należała do województwa szczecińskiego.

## Przyroda
W miejscowości znajdują się 2 dęby szypułkowe, które zostały uznane za pomniki przyrody. Pierwszy na działce ewidencyjnej nr 95/1 mający 170 lat, o obwodzie 406 cm i wysokości 30 m. Drugi na działce nr 123 mający 200 lat, o obwodzie 273 cm i wysokości 30 m.

## Samorząd mieszkańców
Gmina Gryfice utworzyła jednostką pomocniczą – "Sołectwo Grądy", które obejmuje jedynie wieś Grądy. Organem uchwałodawczym sołectwa jest zebranie wiejskie, na którym mieszkańcy wybierają sołtysa. Działalność sołtysa wspomaga jest rada sołecka, która liczy od 3 do 7 osób – w zależności jak ustali wyborcze zebranie wiejskie.